# Tobias Hoffmann (Saxophonist)
Tobias Hoffmann (* 1988 in Göppingen) ist ein deutscher Jazzmusiker (Sopran- und Tenorsaxophon, Komposition, Arrangement), der in Österreich das Tobias Hoffmann Jazz Orchestra leitet.

## Leben und Wirken
Hoffmann, der 2005 mit dem Saxophonunterricht begann, entdeckte erst am Ende der Gymnasialzeit seine Liebe zur Musik. Von 2008 bis 2010 studierte er an der Hochschule für Musik, Theater und Medien Hannover, um dann ans Prins Claus Conservatorium in Groningen zu wechseln, wo er im Juni 2013 den Bachelor of Arts erhielt. Von 2013 bis 2018 studierte er an der Musik und Kunst Privatuniversität der Stadt Wien Jazz-Komposition und Arrangement (Masterabschluss mit Auszeichnung); schon 2015 hatte er dort einen Master als Jazz-Saxophonist erworben.
2019 veröffentlichte Hoffmann, der weiterhin in Wien lebt, mit seinem Nonett bei Alessa Records sein Debütalbum Retrospective. Mit seinem Tobias Hoffmann Jazz Orchestra legte er bisher zwei Alben vor: 2022 erschien bei Mons Records das Album Conspiracy; 2024 folgte dort Innuendo. Er gilt als „exzellenter Komponist, der seine Werke mit vielen Schichten und Klangfärbungen ausstattet und den großartigen Solisten der achtzehnköpfigen Bigband differenzierte Tutti unterlegt.“ Gelegentlich arbeitet er auch mit dem eigenen Quintett.
Daneben gehörte Hoffmann als Sideman zur Barbara Bruckmüller Bigband, Karin Bachners Pocket Big Band und zur Triple H Society von Viola Hammer. Zwischen 2014 und 2017 dirigierte er das Spittelberg JazzOrchestra in Wien, für das er auch als Komponist und Arrangeur wirkte. Konzertreisen führten ihn nach Russland und in mehrere europäische Länder. Er trat mit Musikern wie Bob Mintzer, Joe Gallardo, Alexander von Schlippenbach, Paul Kuhn, Benny Golson und John Clayton auf. Weiterhin ist er auf Alben von Ursula Reicher, der Jazz Bigband Graz und Jan Lovšin zu hören.
Als Komponist und Arrangeur schrieb Hoffmann für verschiedenste Besetzungen und Stilistiken. Im Sommer 2021 konnte er mit der NDR Big Band in Hamburg eigene Kompositionen aufnehmen. Im Dezember 2021 führte er sein eigenes Werk Levitation mit dem Subway Jazz Orchestra in Köln auf. 2022 war er zu Gast bei der slowenischen Radio-Bigband Big Band RTV, um seine Kompositionen einstudieren und aufnehmen. Seit 2022 arbeitet er zudem mit der Big Band Radio Romania in Bukarest und der Bulgarian National Radio Big Band in Sofia zusammen.

## Preise und Auszeichnungen
2007 gewann Hoffmann den 2. Preis beim Landeswettbewerb Jugend jazzt in Baden-Württemberg, 2011 den 1. Preis (cum laude) beim Europäischen Musikfestival in Neerpelt (Belgien) und den Euroregio Big Band Contest 2013 in Enschede. 2019 errang er mit seinem Nonett bei der Made in New York Jazz Competition den ersten Preis in der Band-Kategorie.
2016 wurde eine von Hoffmanns Kompositionen beim Internationalen Wettbewerb für Jazz-Komposition im Rahmen des Schlesischen Jazzfestivals in Katowice mit einem 2. Preis ausgezeichnet. Weitere Kompositionen von ihm erhielten beim JazzComp 2017 in Graz (Österreich) einen 3. Preis und beim „8. Esko Linnavalli Sävellyskilpailu 2019“ in Helsinki einen 2. Preis. Für das schattierungsreiche, ständig Instrumentenkombinationen wechselnde, in mehrere Teile gegliederte Stück „Innuendo“ wurde ihm bei den 47th Annual DownBeat Student Music Awards die Auszeichnung der „Best Composition“ verliehen. Der Titel „No Way Back“ brachte ihm 2022 beim Kompositionswettbewerb für Bigbands auf Teneriffa einen dritten Platz ein.